# Neopaulia alpina
Neopaulia alpina är en flockblommig växtart som först beskrevs av Boris Konstantinovich Schischkin, och fick sitt nu gällande namn av Pimenov och Kljuykov. Neopaulia alpina ingår i släktet Neopaulia och familjen flockblommiga växter. Inga underarter finns listade i Catalogue of Life.